# Opel Mokka A
| Sterne im Euro-NCAP-Crashtest (2012) |

Der Opel Mokka A ist ein Kompakt-SUV von GM Korea auf Basis der Gamma-II-Plattform, das von Mitte 2012 bis Mitte 2019 hergestellt wurde. Das Modell wurde auf dem europäischen Festland unter der Marke Opel angeboten, in Großbritannien als Vauxhall Mokka, und in Nordamerika und China als Buick Encore. Das Nachfolgemodell Mokka B wurde im Juni 2020 vorgestellt.

## Modellgeschichte

### Opel Mokka
Der Name Mokka leitet sich von einer Kaffeezubereitungsart ab. Der SUV ist in der Modellreihe unterhalb des Opel Antara angesiedelt. Die Modellreihe basiert nicht auf dem Opel Corsa D, sondern unter anderem auf Technik-Komponenten des Meriva und Insignia. Europaweit wurde das Modell am 6. Oktober 2012 auf dem Markt eingeführt.
Das Fahrzeug ist technisch eng mit dem Chevrolet Trax verwandt, der in Australien und Ozeanien als Holden Trax verkauft wird. Beim Trax ist die Karosserie etwas anders gestaltet.
Bis Herbst 2014 wurden alle Varianten von GM Korea im Werk Bupyeong-gu, Incheon in Südkorea produziert. Von Incheon wurden die Fahrzeuge auf dem Seeweg mit Autotransportern nach Europa gebracht. Hauptumschlagplatz in Europa war der Hafen von Antwerpen. Wegen der großen Nachfrage wurde das Modell ab Herbst 2014 auch im spanischen Figueruelas produziert und gleichzeitig die Kapazitäten in Südkorea ausgebaut.

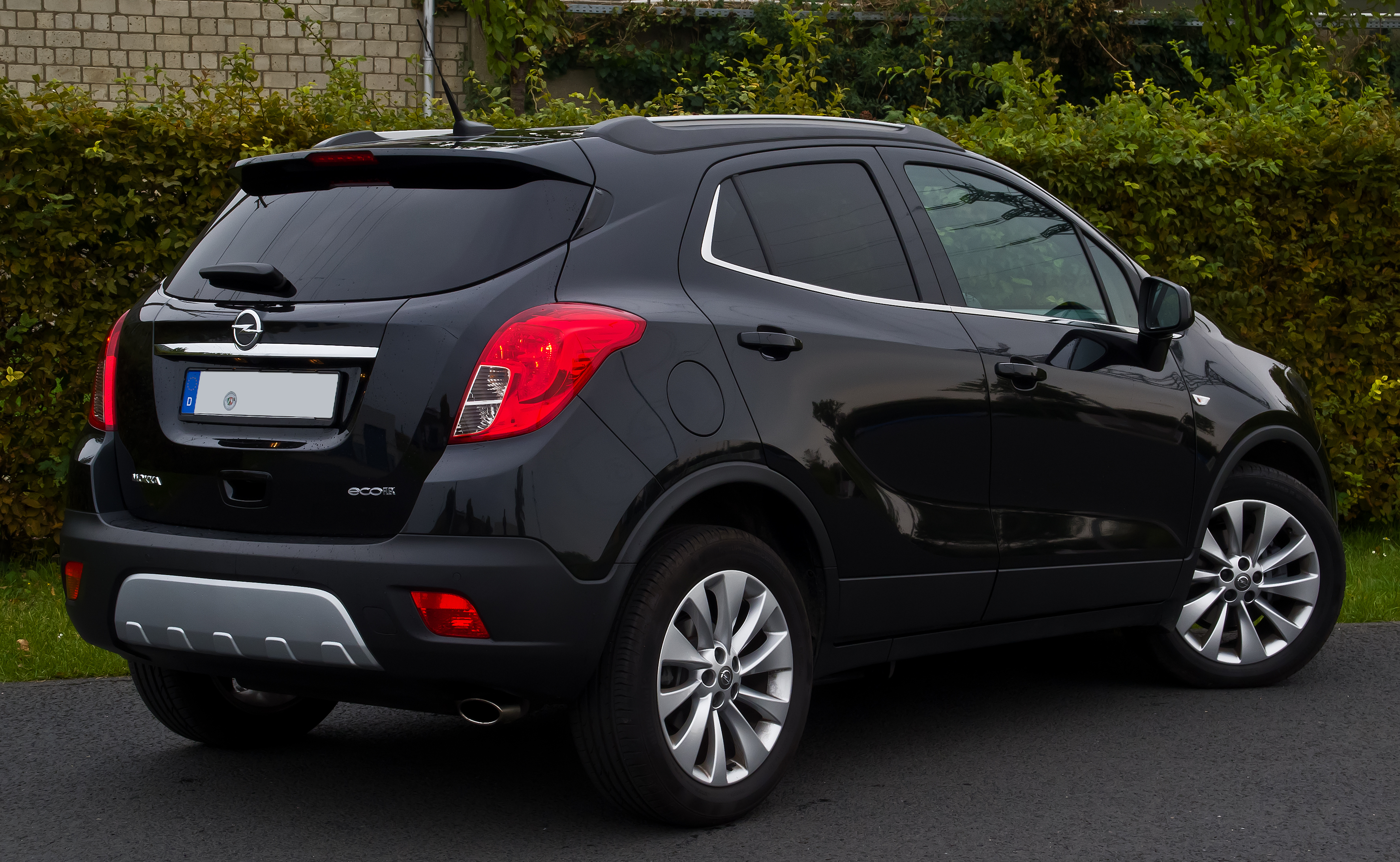
Heckansicht
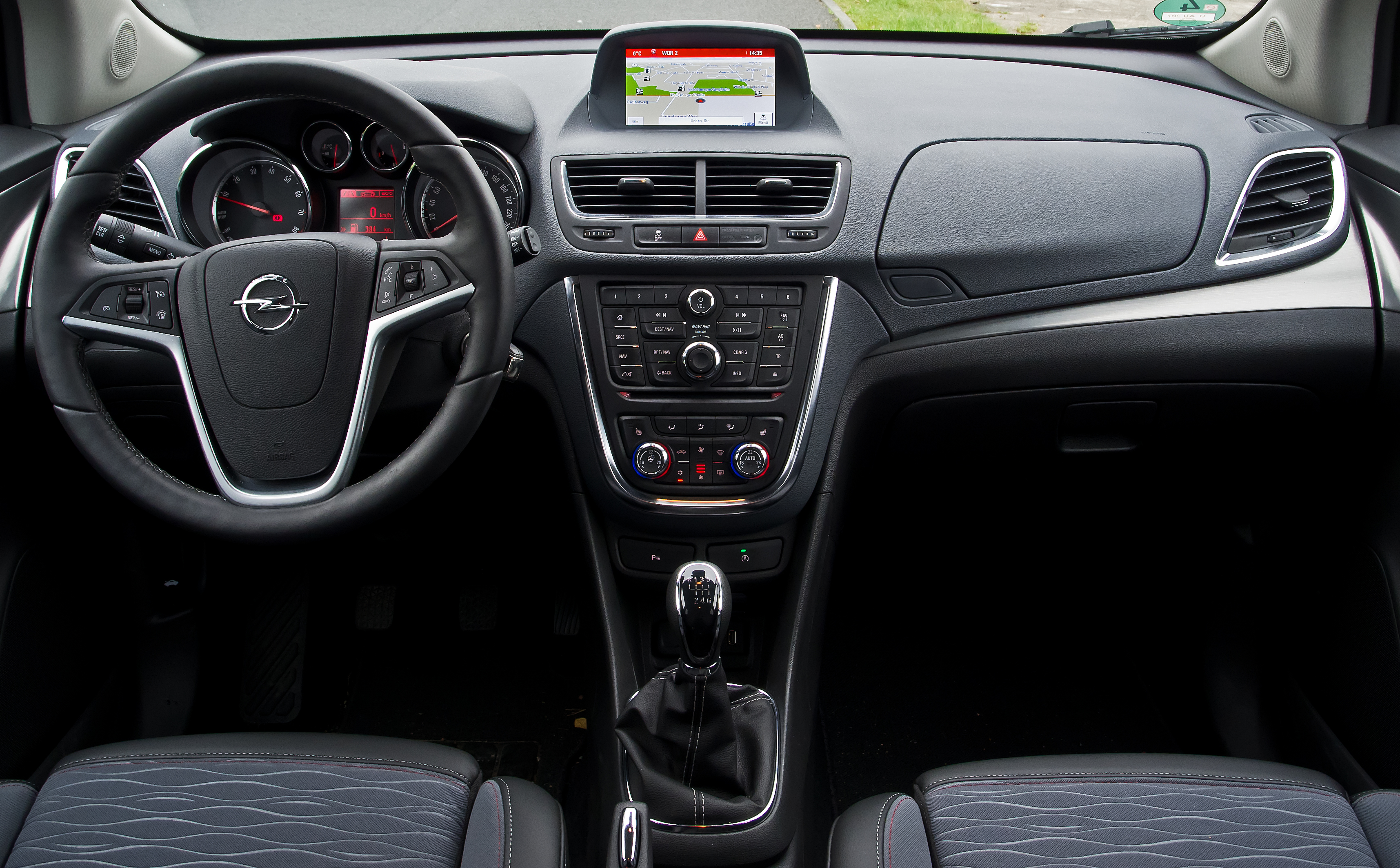
Innenraum

### Opel Mokka X
Auf dem Genfer Auto-Salon im März 2016 wurde die überarbeitete Version des Mokka vorgestellt, die als Mokka X bezeichnet wurde. Zusätzlich war ein neuer 1,4-Liter-Ottomotor mit 112 kW (152 PS), 6-Stufen-Automatik und adaptivem Allradantrieb verfügbar.
Ab dem 24. September 2016 stand das überarbeitete Modell beim Händler.
Im Juni 2019 wurde die Produktion des Mokka X eingestellt. Der Nachfolger Mokka B wurde im Juni 2020 vorgestellt. Dieser basiert nun auf der PSA-Plattform CMP.

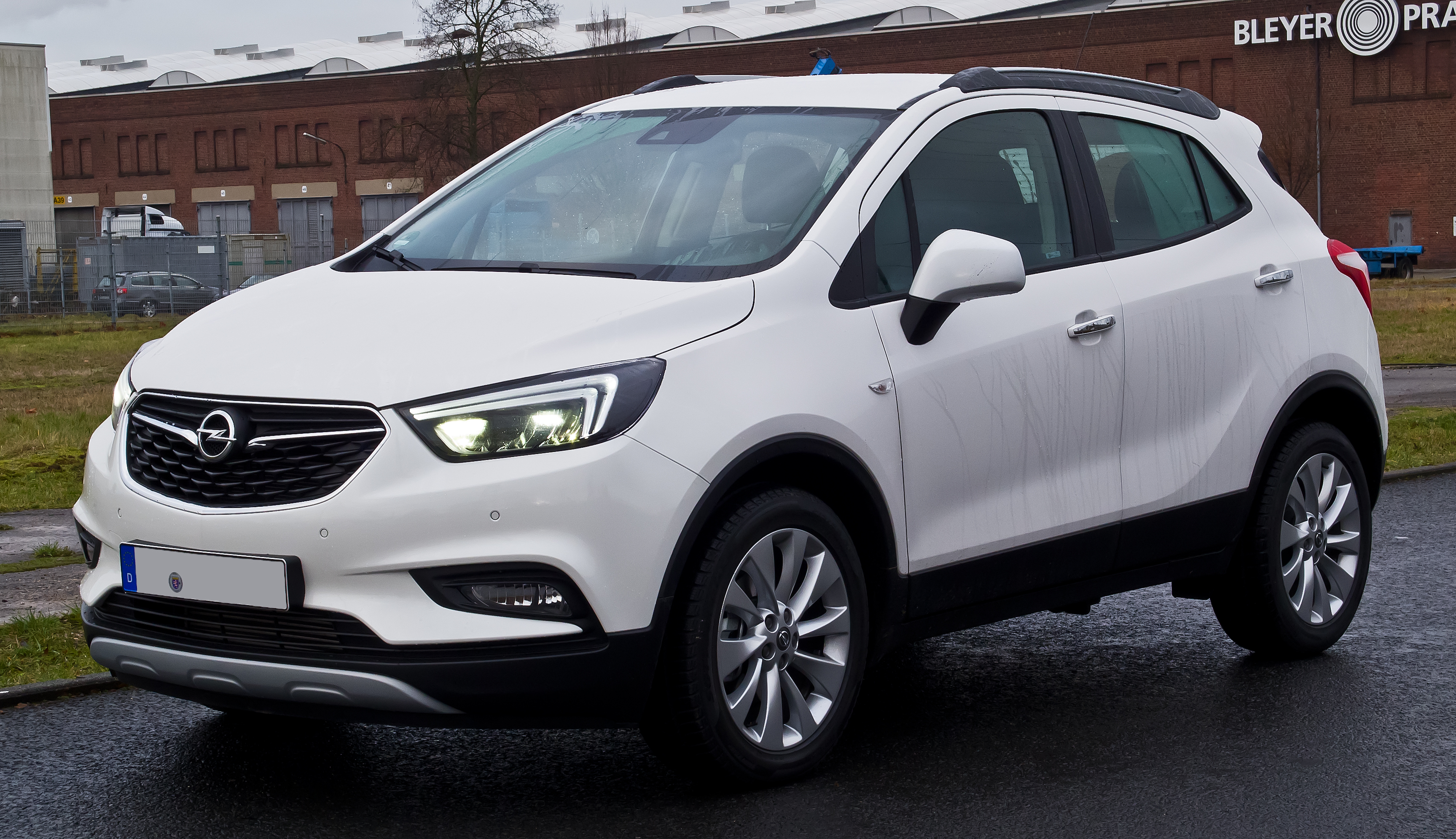
Opel Mokka 1.6 CDTI ecoFLEX 4x4 Edition (2016–2019)
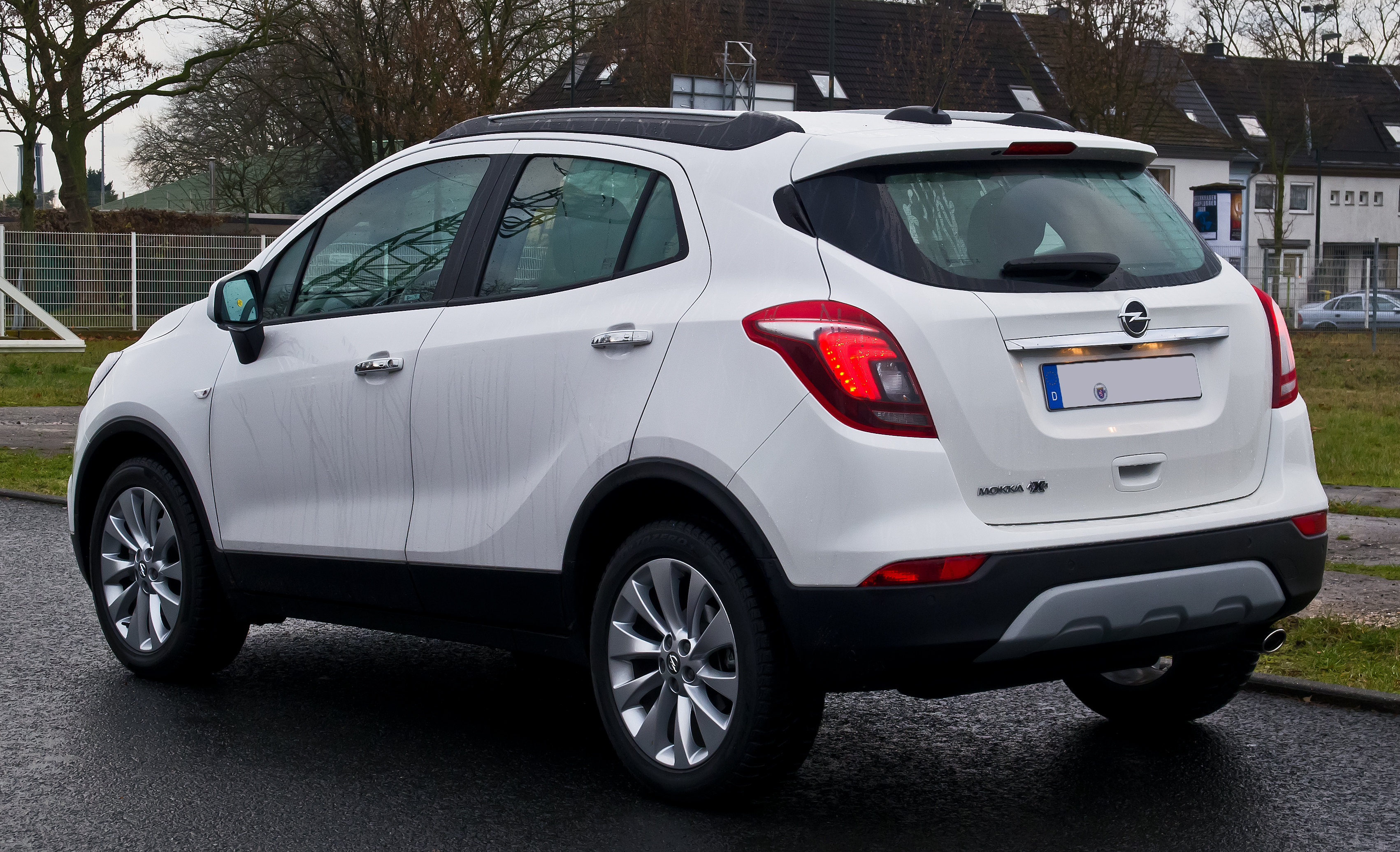
Heckansicht
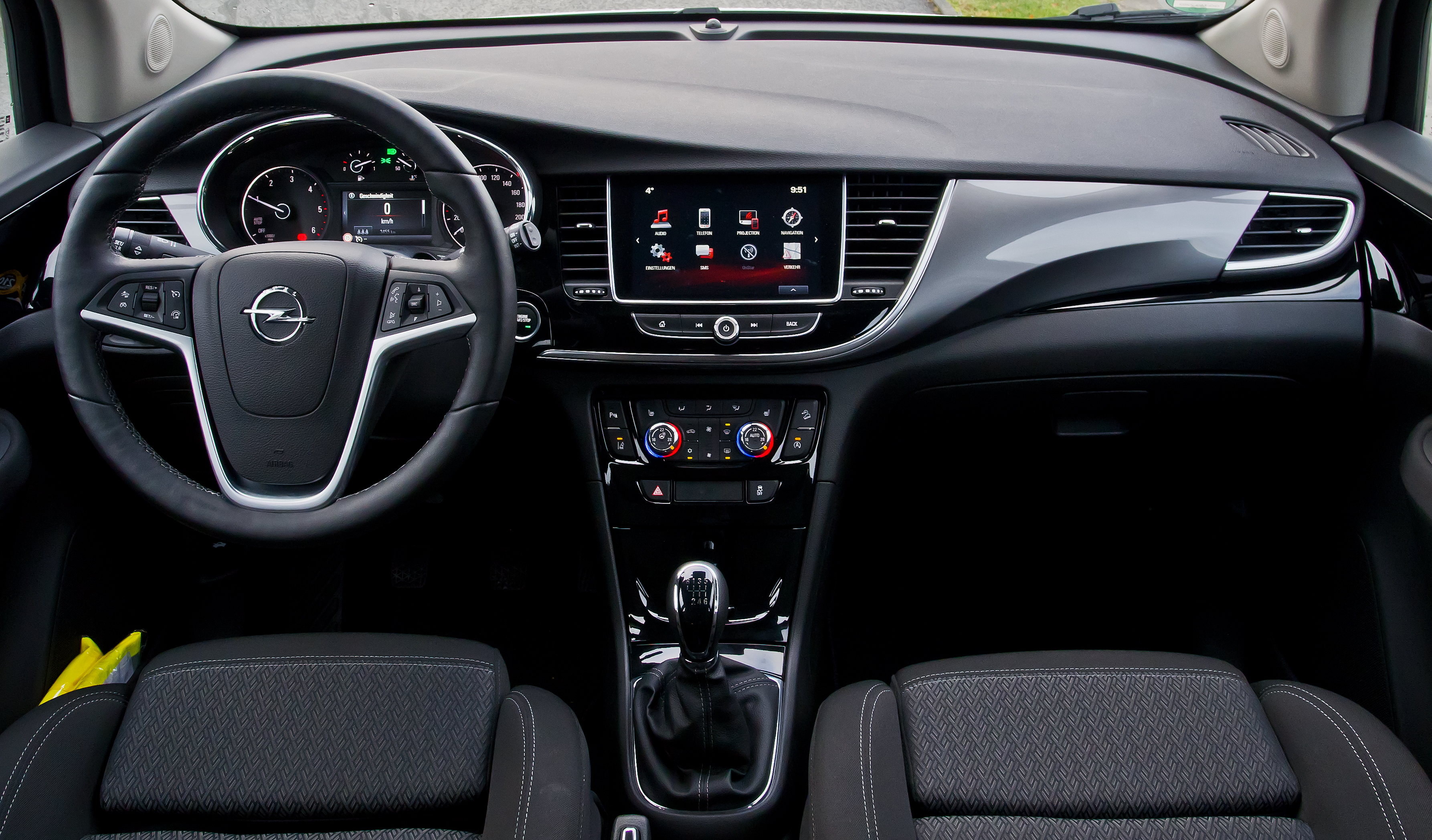
Innenraum

## Motoren
- 1,6-Liter-Ottomotor mit 85 kW (115 PS) und 5-Gang-Schaltgetriebe
- 1,4-Liter-Turbo-Ottomotor mit 103 kW (140 PS) und 6-Gang-Schaltgetriebe oder wahlweise 6-Stufen-Automatik
- 1,4-Liter-Turbo-Ottomotor mit im Werk eingebauter Autogasanlage mit 103 kW (140 PS) und 6-Gang-Schaltgetriebe (seit 11/2013[7])
- 1,4-Liter-Turbo-Ottomotor mit 112 kW (152 PS) und 6-Stufen-Automatik (nur mit Allradantrieb erhältlich, seit 09/2016)
- 1,8-Liter-Ottomotor mit 103 kW (140 PS) und 6-Stufen-Automatik
- 1,7-Liter-Dieselmotor mit 96 kW (130 PS) und 6-Gang-Schaltgetriebe oder wahlweise 6-Stufen-Automatikgetriebe (nur Frontantrieb)
- 1,6-Liter-Dieselmotor mit 100 kW (136 PS) und 6-Gang-Schaltgetriebe oder wahlweise 6-Stufen-Automatikgetriebe (nur Frontantrieb)

Alle Versionen mit Schaltgetriebe haben ein Start-Stopp-System, außer der Autogas-Motor, weil dieser nach jedem Neustart wieder kurz mit Benzin laufen würde, bis er wieder auf Autogas umstellt.

## Technische Daten
| Kenngrößen                                  | 1.6 ecoFLEX                 | 1.4 Turbo ecoFLEX                | 1.4 Turbo ecoFLEX                                    | 1.8 (Russland)                                       | 1.4 Direct Injection Turbo        | 1.6 CDTI (ecoFLEX)             | 1.6 CDTI (ecoFLEX)                                   | 1.7 CDTI (ecoFLEX)                                   |
| Bauzeitraum                                 | 06/2012–03/2018             | 03/2018–06/2019                  | 06/2012–06/2019                                      | 04/2013–08/2015                                      | 09/2016–06/2018                   | 06/2015–06/2019                | 12/2014–06/2019                                      | 06/2012–12/2014                                      |
| Motorkenndaten                              |                             |                                  |                                                      |                                                      |                                   |                                |                                                      |                                                      |
| Motorkennzeichnung                          | A16XER                      | D14NEL                           | A14NET, B14NET                                       | A18XER                                               | B14XFT                            | B16DTL                         | B16DTH                                               | A17DTS                                               |
| Motortyp                                    | R4-Ottomotor                | R4-Ottomotor                     | R4-Ottomotor                                         | R4-Ottomotor                                         | R4-Ottomotor                      | R4-Dieselmotor                 | R4-Dieselmotor                                       | R4-Dieselmotor                                       |
| Gemischaufbereitung                         | Saugrohreinspritzung        | Saugrohreinspritzung             | Saugrohreinspritzung                                 | Saugrohreinspritzung                                 | Direkteinspritzung                | Common-Rail-Direkteinspritzung | Common-Rail-Direkteinspritzung                       | Common-Rail-Direkteinspritzung                       |
| Motoraufladung                              | –                           | Turbolader                       | Turbolader                                           | –                                                    | Turbolader                        | Turbolader                     | Turbolader                                           | Turbolader                                           |
| Hubraum                                     | 1598 cm³                    | 1364 cm³                         | 1364 cm³                                             | 1796 cm³                                             | 1399 cm³                          | 1598 cm³                       | 1598 cm³                                             | 1686 cm³                                             |
| Leistung                                    | 85 kW (115 PS) bei 6000/min | 88 kW (120 PS) bei 4800–6000/min | 103 kW (140 PS) bei 4900–6000/min                    | 103 kW (140 PS) bei 6200/min                         | 112 kW (152 PS) bei 5000–5600/min | 81 kW (110 PS) bei 4000/min    | 100 kW (136 PS) bei 3500–4000/min                    | 96 kW (130 PS) bei 4000/min                          |
| Drehmoment                                  | 155 Nm bei 4000/min         | 175 Nm bei 2000–2250/min         | 200 Nm bei 1850–4900/min                             | 178 Nm bei 3800/min                                  | 235 Nm bei 1850–4900/min          | 300 Nm bei 2000–2250/min       | 320 Nm bei 2000/min                                  | 300 Nm bei 2000–2500/min                             |
| Kraftübertragung                            |                             |                                  |                                                      |                                                      |                                   |                                |                                                      |                                                      |
| Antrieb, serienmäßig [optional]             | Vorderradantrieb            | Vorderradantrieb                 | Vorderradantrieb (Allradantrieb)                     | Vorderradantrieb (Allradantrieb)                     | Allradantrieb                     | Vorderradantrieb               | Vorderradantrieb (Allradantrieb)                     | Vorderradantrieb (Allradantrieb)                     |
| Getriebe, serienmäßig [optional]            | 5-Gang-Schaltgetriebe       | 6-Gang-Schaltgetriebe            | 6-Gang-Schaltgetriebe [ 6-Stufen-Automatikgetriebe ] | 5-Gang-Schaltgetriebe [ 6-Stufen-Automatikgetriebe ] | 6-Stufen-Automatikgetriebe        | 6-Gang-Schaltgetriebe          | 6-Gang-Schaltgetriebe [ 6-Stufen-Automatikgetriebe ] | 6-Gang-Schaltgetriebe [ 6-Stufen-Automatikgetriebe ] |
| Messwerte                                   |                             |                                  |                                                      |                                                      |                                   |                                |                                                      |                                                      |
| Höchstgeschwindigkeit                       | 170 km/h                    | 185 km/h                         | 196 km/h (186 km/h) [ 191 km/h ]                     | 180 km/h (180 km/h) [ 180 km/h ]                     | 193 km/h                          | 178 km/h                       | 191 km/h (187 km/h) [ 188 km/h ]                     | 187 km/h (184 km/h) [ 184 km/h ]                     |
| Beschleunigung, 0–100 km/h                  | 12,5 s                      | 10,9 s                           | 9,9 s (9,9 s) [10,7 s ]                              | 10,9 s (11,1 s) [11,1 s ]                            | 9,7 s                             | 12,5 s                         | 9,9 s (10,3 s) [10,9 s ]                             | 10,5 s (10,9 s) [ 11,5 s ]                           |
| Kraftstoffverbrauch auf 100 km (kombiniert) | 6,5 l Super                 | 6,5–6,6 l Super                  | 6,0 l Super (6,4 l Super) [ 6,8 l Super ]            | 7,1 l Super (7,9 l Super) [ 7,9 l Super ]            | 6,4–6,5 l Super                   | 4,3 l Diesel                   | 4,3 l Diesel (4,7 l Diesel) [ 5,1 l Diesel ]         | 4,5 l Diesel (4,9 l Diesel) [ 5,3 l Diesel ]         |
| CO2-Emission (kombiniert)                   | 153 g/km                    | 147–150 g/km                     | 139 g/km (149 g/km) [ 158 g/km ]                     | 165 g/km (183 g/km) [ 183 g/km ]                     | 148–150 g/km                      | 114 g/km                       | 114 g/km (124 g/km) [ 134 g/km ]                     | 120 g/km (129 g/km) [ 139 g/km ]                     |
| Abgasnorm nach EU-Klassifikation            | Euro 5 / Euro 6 (1)         | Euro 6d-TEMP                     | Euro 5 / Euro 6 (1) Euro 6d-TEMP (2)                 | Euro 5                                               | Euro 6                            | Euro 6 Euro 6d-TEMP (2)        | Euro 6 Euro 6d-TEMP (2)                              | Euro 5                                               |

* Werte in runden Klammern ( ) für Modelle mit Allradantrieb, Werte in eckigen Klammern [ ] für Modelle mit Automatikgetriebe

## Ausstattungsversionen

### Selection
- Nur mit 1,6-Liter-Ottomotor und Vorderradantrieb

#### Sicherheitsausstattung
Die wesentliche serienmäßige Sicherheitsausstattung besteht aus adaptivem Bremslicht, Front-, Brust-Becken-Seiten- und Kopf-Airbags vorn und hinten, Antiblockiersystem mit Kurvenbremskontrolle sowie Bremsassistent, Berganfahrhilfe, Elektronische Bremskraftverteilung und einem elektronischen Stabilitätsprogramm.

#### Komfortausstattung
Tempomat, elektrisch einstell- und beheizbare Außenspiegel in Wagenfarbe, Bordcomputer, geschwindigkeitsabhängige Servolenkung, Zentralverriegelung inklusive Heckklappen- und Tankdeckelentriegelung, CD-Radio mit 6 Lautsprechern, elektrische Fensterheber vorne und Klimaanlage.

### Edition
- 1,4-Liter-Turbo-Ottomotor mit Vorderradantrieb
- 1,4-Liter-Turbo-Ottomotor mit Vorderradantrieb mit 6-Stufen-Automatikgetriebe
- 1,4-Liter-Turbo-Ottomotor mit Allradantrieb
- 1,6-Liter-Ottomotor und Vorderradantrieb
- 1,6-Liter Dieselmotor Vorderradantrieb
- 1,6-Liter Dieselmotor mit Allradantrieb
- 1,7-Liter-Dieselmotor und Vorderradantrieb
- 1,7-Liter-Dieselmotor und Vorderradantrieb mit 6-Stufen-Automatikgetriebe
- 1,7-Liter-Dieselmotor mit Allradantrieb

#### Zusätzlich zu Selection
Sicht-Paket mit Regensensor und automatischem Abblendlicht mit Tunnelerkennung, CD-Radio mit Lenkradfernbedienung, Nebelscheinwerfer, elektrische Fensterheber auch hinten, Lederlenkrad, automatische Leuchtweitenregulierung und Leichtmetall- statt Stahlrädern.

### Innovation
- optional 1,4-Liter-Ottomotor oder 1,7-Liter-Dieselmotor

#### Zusätzlich zu Edition
Adaptives Fahrlicht AFL+ inklusive LED-Scheinwerfer mit Fernlichtassistent, Rückfahrsystem für vorn und hinten, Außenspiegel zusätzlich elektrisch anklappbar, 12-Volt-Steckdose an der Rückseite der Mittelkonsole, Zwei-Zonen-Klimaautomatik, Fahrerarmlehne und Ablagefach unter dem Beifahrersitz, verchromte Türaußengriffe, sowie auch elektrische Fensterheber hinten.
Neu in der Ausstattungsliste ist das Modell Ultimate.
Zusätzlich zum Innovation Modell gibt es serienmäßig eine Lederausstattung in den Farben Schwarz, Brandy oder Morellorot, das Bose Soundsystem und Rückfahrkamera.

### Wesentliche Ausstattungsoptionen
Optional gibt es einen Spurassistenten mit Verkehrszeichenerkennung, Kollisions- und Abstandswarner für die Ausstattungsversionen Selection und Innovation, ebenso ein Infotainment-System inklusive Navigationssystem, das zusätzlich noch mit einer Rückfahrkamera ausgestattet werden kann.
Als Highlight für das Infotainment gilt das Bose Soundsystem, das über 6 Hochleistungslautsprecher, einen Verstärker und einen Subwoofer verfügt. Nachteil hierbei ist, dass dann zusätzlich noch ein Reserverad hinzu kommt. Und auch auf das Opel FlexFix muss dann verzichtet werden.
Für die beiden Ausstattungslinien ist auch das integrierte Fahrradträgersystem Opel FlexFix erhältlich, welches bei Nichtgebrauch vollständig in den hinteren Stoßfänger eingeschoben werden kann.

## Absatz
Ab der Bestellfreigabe im Juni 2012 gingen innerhalb von sieben Monaten europaweit über 100.000 Aufträge ein, was von Medien als großer Erfolg gewertet wurde.
Zwischen 2012 und 2019 wurden in der Bundesrepublik Deutschland 188.062 Opel Mokka neu zugelassen. Mit 35.631 Einheiten war 2017 das erfolgreichste Verkaufsjahr.

## Buick Encore

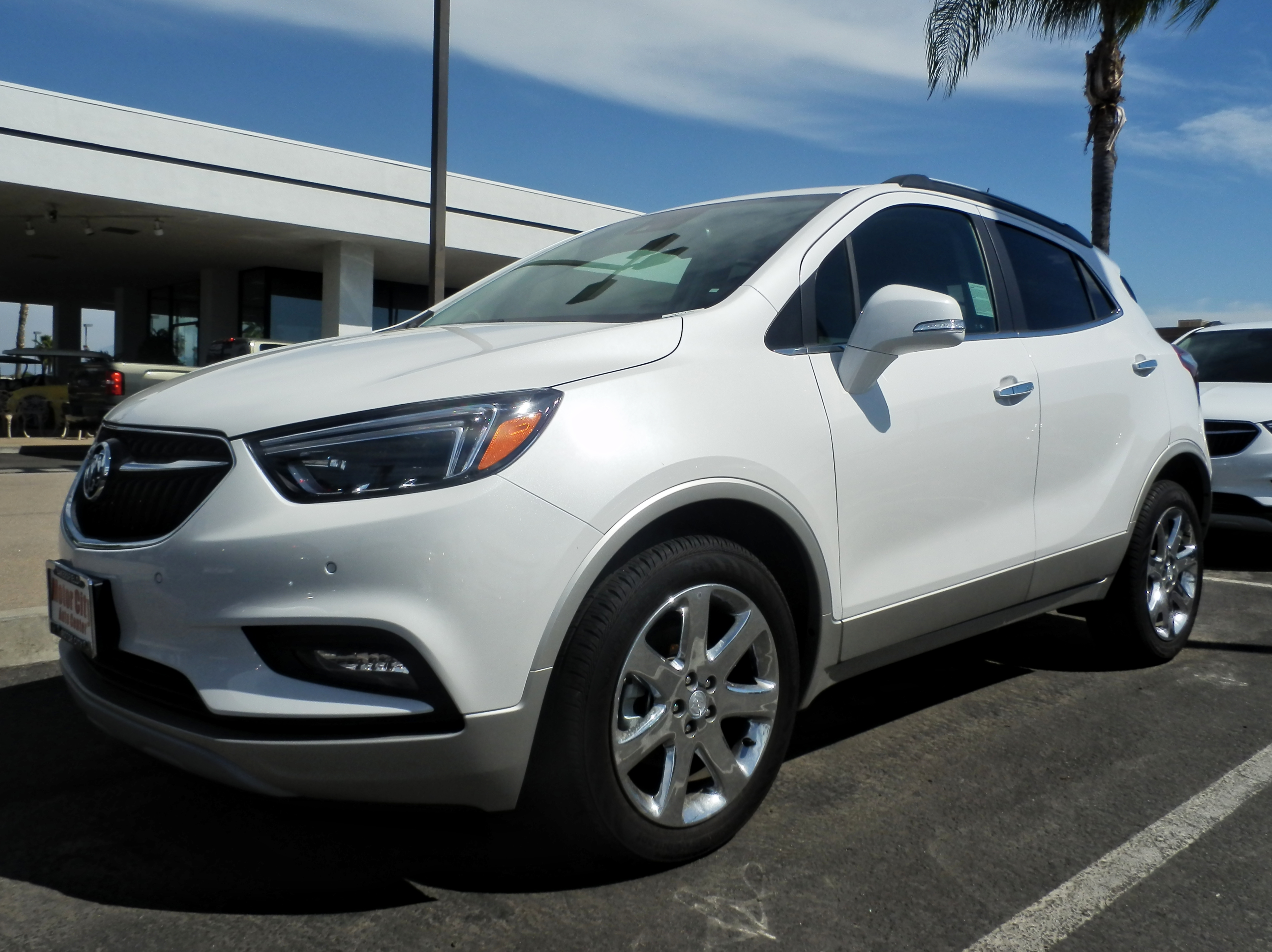
Buick Encore (2018)

Der Buick Encore der ersten Generation ist ein baugleiches Schwestermodell des Opel Mokka, das ausschließlich in Nordamerika und in China erhältlich war.